# Abborrtjärnen (Junsele socken, Ångermanland, 708121-156502)
Abborrtjärnen är en sjö i Sollefteå kommun i Ångermanland och ingår i Ångermanälvens huvudavrinningsområde.